# متن آشکار
در علم رمزنگاری، متن آشکار (plaintext) یا متن رمزنگاری نشده (متن خام)، هر گونه اطلاعات قابل فهم برای دو طرفی است که فرستنده قصد انتقال آن به گیرنده را دارد. اغلب از لغت متن شفاف (cleartext) به عنوان مترادف با آن استفاده می‌شود اما این دو از هم متفاوت هستند. خصوصیت اصلی متن آشکار این است که اطلاعات آن را طرفین میفهمند مثلاً یک نوشته به زبان مشترک. تا پیش از دوران رایانه، معمولاً متن آشکار پیام متنی در زبان مورد استفاده بین طرفین ارتباط بود و به همین دلیل این نام را برای آن برگزیدند. متن آشکار به عنوان خوراک برای عملیات الگوریتم رمزنگاری استفاده می‌شود– معمولاً الگوریتم رمزگذاری- و نتیجهٔ این فرآیند می‌شود متن رمزنگاری شده. درحالیکه متن شفاف به داده‌ای اشاره می‌کند که به صورت رمز نشده انتقال یافته‌ یا ذخیره شده‌است(یعنی "به صورت شفاف").
از زمانی که رایانه‌ها به‌طور عموم در دسترس قرار گرفته‌است، این تعریف نه تنها نمایش الکترونیکی متن سنتی، برای مثال پیام ها(مانند پست الکترونیکی) و محتوای سندی (مانند فایل‌های پردازشگرهای لغت)، بلکه حتی نمایش‌های رایانه‌ای از صدا (مانند سخنرانی یا موسیقی)، نکاره‌ها (مانند تصاویر یا ویدئوها)، اطلاعات خودپرداز و کارت اعتباری، داده‌های حسگر و غیره را تحت پوشش قرار می‌دهد. تعدادی از این‌هایی که برای انسان‌هامعنی‌دار است، در حال حاضر به شکل‌های قابل دستکاری رایانه‌ای تبدیل شده‌اند. در واقع هرگونه اطلاعاتی که طرفین ارتباط تمایل به پنهان کردن از دیگران داشته باشد، می‌تواند به یک متن آشکار اشاره داشته و با آن اینگونه رفتار کرد. بنابراین، در یک مفهوم مهم، متن آشکار، نمایش "معمولی" داده‌ها است، قبل از آنکه هرگونه عمل پنهان سازی، فشرده‌سازی یا "خلاصه کردن" روی آن انجام شده باشد. نیازی نیست که متن نمایش داده شود د اگر نیاز بود متن ممکن است ساده نباشد.
متن آشکار به عنوان ورودی یک الگوریتم رمزگذاری استفاده می‌شود؛ خروجی معمولاً متن رمز(به انگلیسی: ciphertext) نامیده می‌شود، مخصوصاً وقتی که الگوریتم رمز(به انگلیسی: cipher) باشد. لغت متن کد اغلب کمتر استفاده می‌شود و همیشه تنها وقتی استفاده می‌شود که الگوریتم به کار گرفته  شده، یک کد باشد. در برخی سیستم‌ها، با این حال، از چند لایه رمزگذاری استفاده می‌شود، که در این حالت، خروجی یک الگوریتم رمزگذاری، به عنوان یک متن آشکار برای ورودی بعدی می‌شود.

## مدیریت امن متن آشکار
در یک سیستم رمزنگاری، نقاط ضعف می‌تواند از طریق مدیریت نا امن متن آشکار و در مجموع، اجازهٔ دور زدن رمزنگاری به یک حمله‌کننده معرفی شود. متن آشکار در استفاده و ذخیره‌سازی، چه در قالب الکترونیکی و چه کاغذی، آسیب پذیر است. امنیت فیزیکی با روش‌های امن سازی اطلاعات و رسانهٔ ذخیره‌سازی آن در برابر حملات محلی-فیزیکی سر و کار دارد. برای مثال، ممکن است یک حمله‌کننده وارد ساختمانی با امنیت کم شده و برای باز کردن کشوهای قفل شدهٔ میز یا گاو صندوق‌ها تلاش کند. یک حمله‌کننده همچنین می‌تواند درگیر محتویات یک زباله‌دان شده و ممکن است قادر به بازسازی اطلاعات خرد شده باشد، البته در صورتی که تلاش کردن برای این مسئله به قدر کافی باارزش باشد. یک راه مقابله سوزاندن یا به‌طور کامل، متن‌های آشکار چاپ شدهٔ دور انداخته یا رسانهٔ ذخیره‌سازی را به صورت برش متقاطع خرد کردن است؛ آژانس امنیت ملی ایالات متحده آمریکا به خاطر اقدامات پیشگیرانه امنیتی در زمینهٔ انهدام، بدنام است.
اگر متن آشکار در یک پرونده رایانه‌ای (به انگلیسی: computer file) ذخیره شده باشد (و وضعیت تهیه نسخهٔ پشتیبان از فایل‌ها در طول اجرای برنامه در اینجا باید در نظر گرفته شود، حتی اگر از دید کاربر پنهان باشد)، رسانه‌های ذخیره‌سازی به همراه تمام رایانه و اجزای آن باید امن باشد. داده‌های حساس، گاهی اوقات روی رایانه‌هایی ذخیره می‌شوند که رسانهٔ ذخیره‌سازی آن، برداشتنی (به انگلیسی: removable) است، که در این صورت، امنیت فیزیکی دیسکِ برداشته شده به‌طور جداگانه حیاتی است. در مورد تأمین امنیت یک رایانه، امنیت مفید، باید به صورت فیزیکی باشد (در برابر سرقت، جدا کردن نامناسب با فرض قابل تعمیر بودن، نصب و راه اندازی دستگاه‌های نظارت پنهانی و غیره)، همچون مجازی (مانند تغییرات سیستم عامل، دسترسی غیرمجاز به شبکه، برنامه‌های تروآ و...). دسترسی گسترده به فلش دیسک‌ها که می‌توانند به بسیاری از رایانه‌های مدرن متصل شده و مقادیر زیادی از داده‌ها را ذخیره کنند، یک دردسر شدید امنیتی دیگر به‌شمار می‌رود. یک جاسوس (که شاید به عنوان یک فرد بی گناه خود را جلوه دهد) می‌تواند آن را پنهان کرده یا در صورت لزوم بدزدد.
رایانه‌های دورانداخته شده، دیسک‌های گردان  دیسک‌گردان و رسانهٔ ذخیره‌سازی نیز به عنوان یک منبع بالقوه از متن‌های آشکار به‌شمار می‌آیند. اکثر سیستم عامل‌ها در واقع هیچ چیزی را پاک نمی‌کنند، بلکه فقط فضای دیسک اشغال شده توسط فایل پاک شده را به صورت "در دسترس برای استفاده" علامت گذاری می‌کنند و ورودی اش از مسیر سیستم فایل پاک را می‌کند. اطلاعات موجود در فایل پاک شده در این روش، در حال حاضر به‌طور کامل باقی می‌ماند تا اینکه بعداً،  سیستم عامل دوباره از فضای دیسک استفاده کرده و رونویسی انجام شود. با رایانه‌های سادهٔ مرسوم که با چندین گیگابایت فضای دیسک فروخته شده و هر ماه رو به افزایش است، لغت "بعداً" می‌تواند چند ماه بعد باشد یا هیچ وقت. حتی رونویسی بر بخشی از سطح دیسک که توسط یک فایل پاک شده اشغال شده‌است، در بسیاری موارد نمی‌تواند کافی باشد. "پیتر گاتمن" از دانشگاه آکلند مقالهٔ مطرحی در سال ۱۹۹۶ در زمینهٔ بازیابی اطلاعاتِ رونویسی شده از دیسک‌های مغناطیسی نوشت. تراکم فضای ذخیره‌سازی، از آن به بعد بسیار بالاتر شده‌است، بنابراین این نوع بازیابی به احتمال زیاد مشکل‌تر از زمانی است که در آن زمان گاتمن مقاله را نوشت.
همچنین، مستقلاً، دیسک‌های سخت مدرن، به‌طور خودکار بخش‌هایی که شروع به از دست رفتن می‌کنند را دوباره نگاشت می‌کنند. آن بخش‌هایی که بیش از این مورد استفاده قرار نمی‌گیرند، ممکن است شامل اطلاعاتی باشد که کاملاً برای سیستم فایل (و تمام بخش‌های نرم‌افزاری که از آن برای دسترسی به فایل‌ها روی دیسک استفاده می‌کنند) نامرئی هستند؛ اما با این وجود هنوز هم در حال حاضر در سینی (به انگلیسی: platter) درایو فیزیکی وجود دارد. البته ممکن است آن از نوع متن آشکارِ حساس باشد. برخی سازمان‌های دولتی(مانند سازمان امنیت ملی) نیاز دارند تمام دیسک‌ها را هنگامی که می‌خواهند دور بریزند، به‌طور فیزیکی منهدم کنند، و در برخی موارد، با مواد شیمیایی، قبل یا بعد از انهدام فیزیکی، آن‌ها را از بین ببرند. اما، این عمل در خارج از دولت رواج ندارد."Garfinkel" و "Shelat" در سال ۲۰۰۳ تعداد ۱۵۸ دیسک سخت دست دوم و مانند آن که در حراجی‌ها به فروش رفته بود را بررسی کردند و متوجه شدند که کمتر از ۱۰ درصد از آن‌ها به اندازه کافی مناسب، پاک شده بودند. طیف گسترده‌ای از اطلاعات شخصی و محرمانه که قابل خواندن بودند، از دیگران کشف شدند. پسماند داده‌ها(به انگلیسی: Data remanence) را ببینید.
رایانه‌های لپ‌تاپ، یک مشکل به خصوص هستند. وزارت امور خارجه آمریکا، سرویس مخفی بریتانیا و وزارت دفاع آمریکا لپ‌تاپ‌هایی حاوی اطلاعات سرّی داشتند که برخی از آن‌ها به شکل متن آشکار بودند و در سال‌هل اخیر ناپدید شدند. اطلاعیه‌هایی از زیان‌های مشابه در حال تبدیل شدن به یک موضوع رایج در گزارش‌های خبری است. تکنیک‌های رمزگذاری دیسک می‌تواند در برابر از دست رفتن یا سرقت اطلاعات، محافظت کنند؛ اگر به درستی انتخاب و استفاده شوند.
هنگام لزوم، حتی هنگامی که داده‌ها در سیستم‌های میزبان رمزنگاری شده باشند، با این وجود،  رسانه‌های استفاده شده برای انتقال داده‌ها بین چنین سیستم‌هایی، به دلیل سیاست‌گذاری ضعیف داده‌ها، متن آشکار هستند. حادثه‌ای در اکتبر سال ۲۰۰۷ میلادی که در آن، ادارهٔ مالیات و گمرک، لوح‌های فشرده حاوی سوابق حدود ۲۵ میلیون فرد عائله‌مند در انگلستان را گم کردند؛ نکته این‌جاست که داده‌ها ظاهراً به‌طور کامل رمزنشده بودند.
سیستم‌های رمزنگاری مدرن طوری طراحی شده‌اند که در برابر حملات متن آشکار شناخته شده (به انگلیسی: known plaintext) یا حتی متن آشکار انتخابی (به انگلیسی: chosen plaintext) مقاومت می‌کنند و هنگامی که دزدیده شده یا گم شوند، به‌طور کامل به خطر نمی‌افتند. سیستم‌های قدیمی‌تر از روش‌هایی مانند Padding  و Russian copulation برای پنهان کردن اطلاعات موجود در متن آشکار که به سادگی قابل حدس زدن بودند، و برای مقاومت در برابر تأثیرات از دست دادن متن آشکار بر روی امنیت سیستم رمزنگاری استفاده می‌کردند.